# Jürgen von Beckerath
Jürgen von Beckerath (Hanóver, 19 de febrero de 1920-26 de junio de 2016) fue un eminente egiptólogo alemán, considerado uno de los primeros eruditos en el Imperio Nuevo y el Tercer periodo intermedio de Egipto, junto con Kenneth Kitchen.
Es un escritor prolífico que ha publicado innumerables artículos en revistas tales como: Orientalia, Göttinger Miszellen (GM), Journal of the American Research Center in Egypt (JARCE), Archiv für Orientforschung (AFO) y Studien zur Altägyptischen Kultur (SAK), entre otras. 
Sus muchas publicaciones incluyen Handbuch der Ägyptischen Königsnamen y Chronologie des Pharaonischen Ägypten, que es considerada por los académicos como uno de los mejores y más completos estudios sobre la cronología del Antiguo Egipto y sus diversos faraones. En 1953 inspeccionó y registró los Textos del embarcadero de Karnak, antes de que fueran definitivamente dañados por la erosión y destruidos.

## Aportaciones académicas
Además de su obra cronológica, Beckerath ha realizado a lo largo de su carrera académica numerosas publicaciones, en las que ha disipado muchos supuestos o creencias anteriores al analizar meticulosamente la evidencia original. Por ejemplo, en 1966 examinó y transcribió una estela poco conocida datada en el año 22 de Osorkon II, que se creía relataba un jubileo. Beckerath reveló que en este documento no se menciona ningún festival Sed ni celebraciones del Jubileo de Osorkon, como sería de esperar si se hubiesen celebrado. En lugar de ello, Beckerath demostró que en la estela simplemente se lee: «año 22º bajo la Majestad del Rey del Alto y el Bajo Egipto, Usermaatra Setepenamón (nombre de Nesut-Bity de Osorkon II), hijo de Ra, el bien amado Osorkon Meryamón (nombre de Sa-Ra) en la presencia de los dioses Osiris, Horus e Isis que le bendicen.» En otras palabras, el documento es sólo una estela perfectamente normal que representa al rey ante esta trinidad de los dioses. Beckerath acertadamente observa que esta nueva evidencia arroja serias dudas sobre la transcripción que Edward Wente (1976) realizó en Bubastis de una inscripción dañada: «que el festival Sed se celebró en el año 22» y no en el año 30, como era habitual entre los faraones de la dinastía XXII. 
Otros conocidos estudios fueron el que realizó sobre la identidad de Sheshonq II y un estudio del papiro de Brooklyn en el que sostiene que la referencia sobre el año 49 del reinado, que se atribuye generalmente a Sheshonq III, se refiere a Psusenes I.

## Publicaciones
- Tanis und Theben, historische grundlagen der Ramessidenzeit in Ägypten, n°16, Ägyptologische forschungen, J.J. Glückstadt, 1951 ISSN 0933-338X

- Untersuchungen zur politischen Geschichte der zweiten Zwischenzeit in Ägypten, Glückstadt, 1964

- Untersuchungen zur politischen Geschichte der Zweiten Zwischenzeit in Ägypten, Múnich-Berlín, 1965

- Abriss der Geschichte des Alten Ägypten. Oldenbourg, Múnich /Berlín 1971

- Handbuch der ägyptischen Königsnamen (= Münchner ägyptologische Studien. Vol. 20). Deutscher Kunstverlag, Múnich u. a. 1984, ISBN 3-422-00832-2

- Chronologie des pharaonischen Ägypten. Die Zeitbestimmung der ägyptischen Geschichte von der Vorzeit bis 332 v. Chr., Münchner Ägyptologische Studien, vol. 46. Ed. Philipp von Zabern, Maguncia, 1997, ISBN 3-8053-2310-7

- Chronologie des ägyptischen Neuen Reiches (= Hildesheimer ägyptologische Beiträge. Vol. 39). Gerstenberg, Hildesheim 1994, ISBN 3-8067-8132-X

- Chronologie des pharaonischen Ägypten. Die Zeitbestimmung der ägyptischen Geschichte von der Vorzeit bis 332 v. Chr. (= Münchner ägyptologische Studien. Bd. 46). von Zabern, Maguncia 1997, ISBN 3-8053-2310-7

- Handbuch der altägyptischen Königsnamen, Münchner Ägyptologische Studien (MÄS), Bd. 49. Philipp von Zabern, Maguncia, 1999, ISBN 3-8053-2591-6.